# كلفن أوسوريو
كلفن أوسوريو (بالإسبانية: Kelvin Osorio)‏ هو لاعب كرة قدم كولومبي في مركز الوسط، ولد في 29 أكتوبر 1993 في فلورنسيا في كولومبيا. لعب مع ديبورتيفو كالي.